# Leopold Mandl (Journalist, 1860)
Leopold Mandl (auch Mandel; Pseudonym: Athanagild; * 18. September 1860 in Wien; † 15. September 1930 ebenda) war ein österreichischer Journalist und Redakteur.
Seine aus Budapest stammenden Eltern, Adolf Mandl (1823–1912) und Julie Köllner (1833–1890) betrieben eine Textilfabrik, in der Leopold kurzzeitig mitarbeitete. 
Mit einem Oberförster führte er im Gebiete des Riesengebirges das Turnwesen ein, war Vorstandsmitglied des Deutschen Turnvereins und Stellvertretender Sprechwart des Aupa-Elbe-Turngaus. Im Trautenauer Wochenblatt berichtete er über „Die Deutschböhmen am Kremser fünften Kreisturnfest“ (August 1887), zu dem Franz Xaver Kießling angeblich jüdische Bewerber nicht zugelassen hat.
1890 konvertierte er vom mosaischen zum römisch-katholischen Glauben und heiratete im folgenden Jahr Ida Nentwich (1871–1916). 1892 bis 1909 studierte er in Wien und wurde Dr. jur.
Mandl wandte sich der politischen Schriftstellerei zu und engagierte sich in der deutschen Sache in Böhmen, wobei er bei den Königinhofer Exzessen schwer misshandelt wurde. Zunächst arbeitete er für verschiedene Wiener Zeitungen und war später auch Korrespondent der Vossischen Zeitung in Berlin. 
Er erhielt tiefe Einblicke in die serbischen Verhältnisse und galt als einer der besten Balkankenner.